# Trolltjärnen (Älvdalens socken, Dalarna, 678062-138092)
Trolltjärnen är en sjö i Älvdalens kommun i Dalarna och ingår i Dalälvens huvudavrinningsområde.